# Unicorn chacabuco
Unicorn chacabuco là một loài nhện trong họ Oonopidae.
Loài này thuộc chi Unicorn. Unicorn chacabuco được Norman I. Platnick & Antonio D. Brescovit miêu tả năm 1995.